# Giuseppe Albanese Ruffo
Giuseppe Albanese Ruffo (L'Aquila, 18 novembre 1915 – Got el Ualeb, 29 maggio 1942) è stato un militare italiano, decorato di Medaglia d'oro al valor militare alla memoria nel corso della seconda guerra mondiale.

## Biografia
Nacque all'Aquila il 18 novembre 1915. 
Dopo aver conseguito il diploma di geometra presso l'Istituto tecnico "Pietro Giannone" di Foggia, si arruolò nel Regio Esercito nel 1934 venendo ammesso a frequentare la Regia Accademia Militare di Fanteria e Cavalleria di Modena, da cui uscì con il grado di sottotenente, assegnato all'arma di fanteria nel 1936. Dopo aver frequentato la Scuola di applicazione di fanteria a Parma, fu assegnato in servizio all'8º Reggimento bersaglieri.
Dopo l'entrata in guerra del Regno d'Italia, avvenuta il 10 giugno 1940, combatte sul fronte occidentale, al comando di una compagnia di cannoni controcarro. Rimase sul fronte francese fino a che, in vista della costituzione della  133ª Divisione corazzata "Littorio", fu trasferito al  12º Reggimento bersaglieri. Frequentò il corso per unità autoblindate, al termine del quale, nel novembre 1941, fu assegnato in servizio al CXXXIII Battaglione bersaglieri. Nel febbraio 1942 il CXXXIII Battaglione fu trasformato nell'VIII Battaglione bersaglieri corazzato destinato ad operare in Africa Settentrionale Italiana. Divenuto capitano, assunse il comando della 1ª Compagnia, raggiunse a bordo di un velivolo l'aeroporto di Castelbenito il 18 aprile dello stesso anno. Rimase ucciso in combattimento a Got el Ualeb il 29 maggio, e per onorarne il coraggio fu decretata la concessione della Medaglia d'oro al valor militare alla memoria. Una via di Roma porta il suo nome, così come una caserma.

### Fonti
1. ↑  Gruppo Medaglie d'Oro al Valor Militare 1965, p. 23.
2. 1 2  Adamoli.
3. 1 2 3 4 5 6  Combattenti Liberazione.
4. ↑  Walker 2003, p. 110.
5. 1 2 3  Walker 2003, p. 201.
6. ↑  Sito web del Quirinale: dettaglio decorato.